# Crisia cuneata
Crisia cuneata är en mossdjursart som beskrevs av Maplestone 1905. Crisia cuneata ingår i släktet Crisia och familjen Crisiidae. Inga underarter finns listade i Catalogue of Life.